# Paa boulengeri
Paa boulengeri és una espècie de granota que viu a la Xina i, possiblement també, al Vietnam.
Està amenaçada d'extinció per la pèrdua del seu hàbitat natural.